# زانوسی
زانوسی، (به انگلیسی: Zanussi) شرکت تولیدکنندهٔ لوازم خانگی ایتالیایی است که در سال ۱۹۸۴ توسط شرکت سوئدی الکترولوکس خریده شد. زانوسی از سال ۱۹۴۶ صادرات از ایتالیا را شروع کرد.
شرکت زانوسی کار خود را در سال ۱۹۱۶ از یک کارگاه کوچک در شهر پوردنونه توسط آنتونی زانوسی با تولید اجاق و کورهٔ خانگی شروع کرد. این روزها محصولات زانوسی در ایتالیا، چین، تایلند و اکراین تولید می‌شوند.